# سی‌ئی‌اس‌سی
سی‌ئی‌اس‌سی (انگلیسی: CESC) شرکت توسعه انرژی هندی است، که در سال ۱۸۷۹ تأسیس شد.